# Alopochen kervazoi
Oie de Kervazo, Ouette de La Réunion
Espèce
Statut de conservation UICN

 EX  : Éteint
Alopochen kervazoi (précédemment Mascarenachen kervazoi) est une espèce éteinte d'oiseaux, appelée « ouette » ou « tadorne de La Réunion », de la famille des Anatidae. Endémique de la Réunion, elle y a été poussée à l'extinction. À Maurice vivait une espèce proche, Alopochen mauritiana.

## Disparition
L'espèce est fréquemment mentionnée par les différents explorateurs de la région, mais seulement jusqu'au début des années 1670 et le récit de l'explorateur Dubois. En 1667, il est rapporté qu'elle est abondamment chassée et que sa population est en déclin rapide.
Elle aurait disparu vers 1695, et quoi qu'il en soit avant 1705, à cause principalement de la surchasse. La prédation par les chats introduits sur l'île a aussi été proposée comme une cause concourante.

## Description

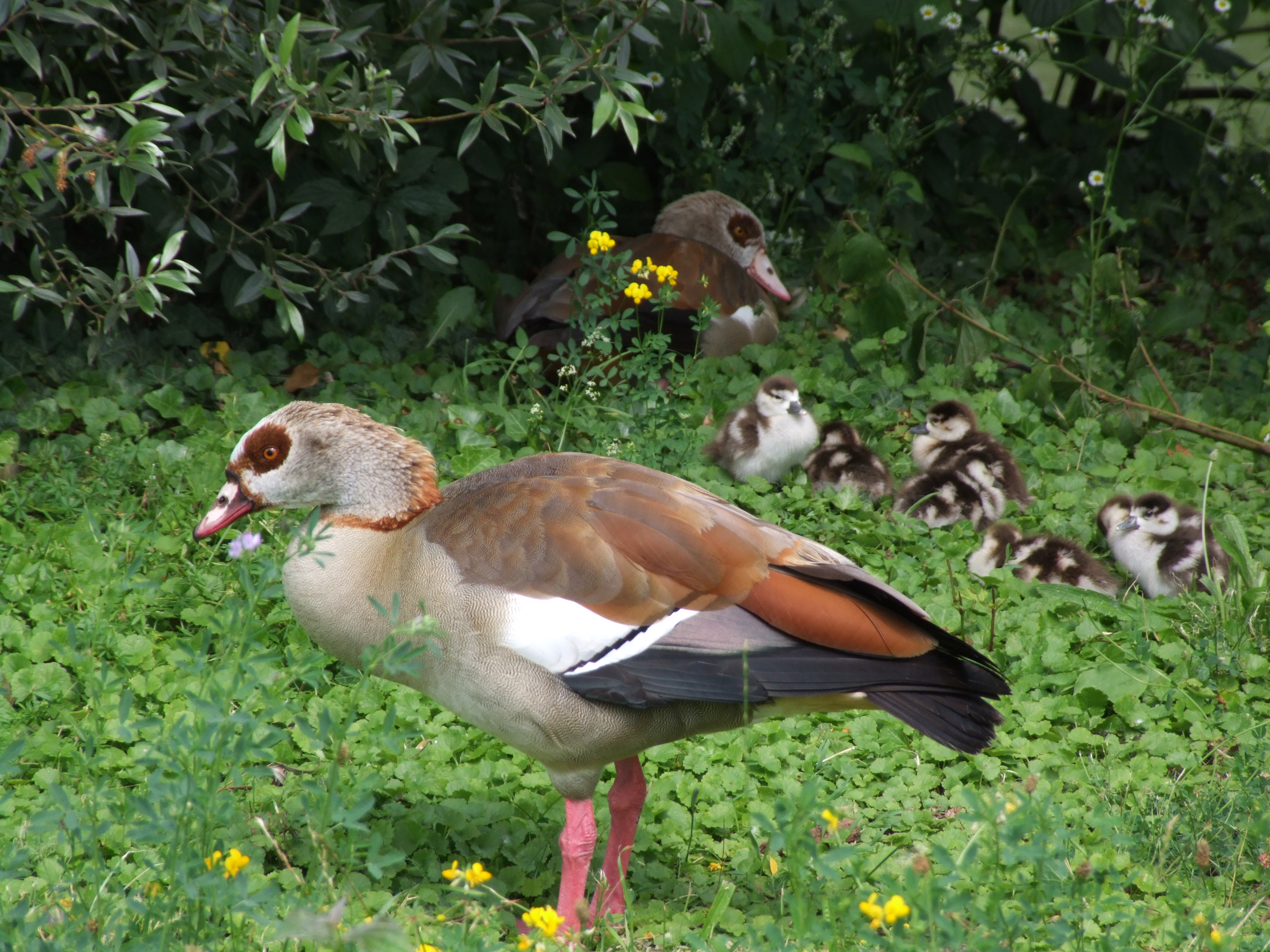
Ouette d'Égypte (Alopochen aegyptiaca), espèce vivante physiquement la plus proche de l'Ouette de la Réunion.

D'après Cowles, cette ouette possédait un corps et des ailes similaires à l'Ouette marine (Chloephaga hybrida). Son bec était court et fort, semblable à ceux de l'Ouette de Magellan (Chloephaga picta) et de l'Ouette d'Égypte (Alopochen aegyptiaca), même s'il en différait significativement en plusieurs points.
L'explorateur Dubois dit d'elles qu'elles sont « légèrement plus petites que les oies européennes. Elles ont le même plumage, mais le bec et les pieds rouges ».

## Comportement
L'ouette était capable de voler normalement. Il est supposé qu'elle nichait au sol dans un nid ouvert.

## Taxinomie
Cette espèce est décrite par Graham S. Cowles (de) en 1994 à partir d'ossements subfossiles recueillis par Bertrand Kervazo, en 1974, lors de fouilles de grottes situées dans la région de la commune de Saint-Paul (île de La Réunion) et nommées « Grottes des Premiers Français ». En 1999, Cécile Mourer-Chauviré et al. la place dans le genre Alopochen. Cette espèce semble très proche physiquement de l'Ouette d'Égypte (Alopochen aegyptiaca).

## Informations complémentaires
- Endémisme à La Réunion
- Liste des espèces d'oiseaux de La Réunion
- Liste des espèces d'oiseaux disparues

### Source
- Cowles, 1994, « A new genus, three new species and two new records of extinct Holocene birds from Reunion Island, Indian Ocean », Geobios, vol. 27, no 1, p. 87-93.
- Anthony S. Cheke (2013), « Extinct birds of the Mascarenes and Seychelles - a review of the causes of extinction in the light of an important new publication on extinct birds », Phelsuma 21 , p. 4-19. [PDF] Lire.